# برادفورد (آلاباما)
برادفورد (به انگلیسی: Bradford) یک منطقهٔ مسکونی در ایالات متحده آمریکا است که در شهرستان جفرسون، آلاباما واقع شده‌است. برادفورد ۱۶۷٫۹۵ متر بالاتر از سطح دریا واقع شده‌است.